# Žumberak-bjergene
Žumberak-bjergene (kroatisk: Žumberačka gora, slovensk: Gorjanci, historisk tysk navn: Uskokengebirge) er en række bakker og bjerge i det nordvestlige Kroatien og det sydøstlige Slovenien, der strækker sig fra sydvest til nordøst mellem Krka og Kupa.
Det samlede bjergmassiv dækker et område på 430 km, og består af to dele, adskilt af floderne Bregana og Žumberak (kroatisk: Žumberačka rijeka). Den nordøstlige del er Samobor-bakkerne (kroatisk: Samoborsko gorje); Den centrale og vestlige del hedder Žumberak Hills (kroatisk: Žumberačko gorje, Žumberak). Den nordvestligste del, kaldet Gorjanci, ligger i Slovenien. Den højeste top i området er Sveta Gera (Trdinatoppen) på grænsen mellem Kroatien og Slovenien, der er 1,178 meter  høj. Siden 1999 har et område af området i Kroatien været beskyttet som naturparken Žumberak-Samobor bakkerne.
Den isolerede region på den kroatiske side har altid haft et lavt indbyggertal. I 1530 startede immigrationen af Uskoks (en), som varede indtil det 17. århundrede, hvilket bragte en stor befolkning af shtokaviansk-talende til regionen. Uskokerne i dette område blev ledet af Delišimunović-familien, som var grever i Kostanjevac. Žumberak-bjergene var dengang en del af den østrigske militærgrænsen, skabt af habsburgerne for at tjene som en defensiv buffer mellem deres imperium og  Det Osmanniske Rige.  Så vidt vides var Zagreb aldrig  okkuperet af  Ottomanerne.

## Beliggenhed
Žumberak-bjergene ligger omkring grænsen mellem Kroatien og Slovenien, som hovedsageligt går gennem de højeste dele af bjergmassivet. Den kroatiske del af bjergkæden ligger i Centralkroatien, mest i den vestlige del af distriktet  Zagreb, og en mindre del er i Karlovac distrikt. Den slovenske del hører til den traditionelle region Dolenjska. Žumberak-bjergene ligger kun 25 km  fra den kroatiske hovedstad, Zagreb. Byer i nærheden af dette område er Samobor, Jastrebarsko og Ozalj i Kroatien og Novo Mesto, Brežice og Kostanjevica na Krki i Slovenien. 

### Grænsestrid
Den højeste top, Sveta Gera/Trdina, er genstand for en grænsekonflikt mellem Kroatien og Slovenien. En gammel kasernebygning fra den jugoslaviske folkehær har været brugt som forpost af den slovenske hær siden 1990'erne, selvom det er registreret i det kroatiske matrikelregister, og kroaterne ser dette som en besættelse af deres jord. Siden da har det været genstand for en strid mellem de to nye lande.
Situationen blev mere kompleks, da striden næsten afsporede Kroatiens ansøgning om at blive medlem af NATO. Det eskalerede yderligere med Sloveniens blokade af Kroatiens EU-optagelse fra december 2008 til september-oktober 2009, hvor Slovenien (et EU-medlemsland) blokerede fremskridt i forhandlingerne for Kroatien (på det tidspunkt en EU-kandidatstat). Yderligere eskalering blev imidlertid forhindret på grund af diplomati  mellem de kroatiske og slovenske premierministre Jadranka Kosor og Borut Pahor.

## Flora og svampe
Der er mere end 1.000 arter af forskelligt planteliv registreret i dette område, hvoraf nogle er strengt beskyttet. I   naturparkens område er der registreret 90 arter af kroatiske karplanter der findes på IUCN's rødliste. På det globale niveau er 3 af dem kritisk truet, 11 er truet og 28 er globalt sårbar.
Et stort område af området er dækket med skov. Der er få urskove mest på den slovenske del af den højeste ryg, tæt på Sveta Gera. Disse er urskovene på  Ravna Gora og Trdina Peak. Mest almindelige er skovene med  eg og avnbøg, og på stejlere skråninger er skovene af dun-eg og humle-avnbøg. Bøgeskove dækker de højeste højdedrag. Nogle truede og beskyttede planter findes her, såsom globalt følsomme arter Iris croatica og Daphne blagayana. Globalt følsomme arter af vilde orkideer og liljer kan findes i områder mellem skove og åbne levesteder.
Der er 377 arter af svampe i Park-området. Det antages, at dette kun er et mindre antal af det samlede antal svampe i dette område. I den forskning, der blev udført i 2007, blev der fundet syv nye svampearter i naturparken Žumberak–Samoborsko gorje. Buet trævoks (Hygrophorus camarophyllus) er opført som truet art på  rødlisten over svampe.
Der er 79 opdagede arter af lav, hvoraf tre er på  rødlisten over lav i Kroatien. Disse er Bryoria fuscescens (med status VU – sårbar), Lobaria pulmonaria (med status EN – truet) og slægten Usnea (status VU). Forskningen opdagede flere lokaliteter rige på lavarter som vild bøgeskov i området Kuti og det bredere område af Budinjak, Sv. Gera.
Følgende familier er fundet og sat på Kroatiens rødliste: Baeomyces rufus (næsten truede arter – NT), Dibaeis baeomyces (VU), Lobaria pulmonaria (VU), Menegazzia terebrata (VU) og Solorina saccata (VU).

## Galleri
- St. Elijah kapel på Sveta Gera
- Okić
- Pleterje Charterhouse, Karteuserkloster
- Plešivica, set fra Japetić
- Sichelberg, fort fra det 13. århundrede
- Udsigt mod Sveta Gera
- St. Nikolas kirke i Gorjanci
- sydlige del af Mrzlo polje
- Mrzlo Polje
- Blodsten (Krvavi kamen)
- Minutniks kilde